# Xã Upper Chichester, Quận Delaware, Pennsylvania
Xã Upper Chichester (tiếng Anh: Upper Chichester Township) là một xã thuộc quận Delaware, tiểu bang Pennsylvania, Hoa Kỳ. Năm 2010, dân số của xã này là 16.738 người.